# Filhas de São Camilo
As Filhas de São Camilo (em latim Congregatio Filiarum Sancti Camilli) são um instituto religioso feminino de direito pontifício: as irmãs desta congregação, comumente chamadas de Camilianas, também são membros da Grande Família de São Camilo e adiam as iniciais F.S.C. para seu nome

## História
Em 12 de fevereiro de 1891, o conselho geral da ordem camiliana confiou ao padre Luigi Tezza ( 1841-1923) a tarefa de fundar uma congregação feminina que constituiria uma espécie de terceira ordem dos ministros dos enfermos.
Para a realização deste projeto, Tezza contou com a colaboração de Giuseppina Vannini (1859 - 1911) e em 2 de fevereiro de 1892, durante uma cerimônia celebrada na cela onde morreu São Camilo de Lellis, o padre entregou aos primeiros postulantes um escapulário decorado com a cruz tané, emblema dos Ministros dos Enfermos.
O Cardeal Pietro Respighi, vigário para a cidade de Roma, em 21 de junho de 1909 reconheceu a congregação como instituto de direito diocesano, aprovou suas constituições e nomeou Vannini como seu primeiro Superior Geral; o instituto recebeu o decreto pontifício de louvor em 25 de fevereiro de 1922 e foi aprovado definitivamente pela Santa Sé em 17 de junho de 1931.
O Papa João Paulo II em 1994 beatificou a Madre Vannini (canonizada pelo Papa Francisco em 2019) e em 2001 o Padre Tezza.

## Atividades e divulgação
Dedicam-se à assistência corporal e espiritual dos doentes e à gestão de várias instituições sócio-sanitárias (hospitais, policlínicas, lares de idosos, leprosários), à organização de escolas de enfermagem e obras missionárias: aos três votos comuns a todos os religiosos (pobreza, obediência, castidade), acrescenta-se a assistência aos enfermos, mesmo os infecciosos.
Estão presentes na Europa (Geórgia, Alemanha, Itália, Polônia, Portugal, Espanha, Hungria), na América (Argentina, Brasil, Chile, Colômbia, México, Peru), na África (Benin, Burkina Faso, Costa do Marfim) e em Ásia (Filipinas, Índia, Sri Lanka): a sede está na Via Anagnina em Grottaferrata (Roma).
Em 31 de dezembro de 2005, a congregação contava com 823 religiosos em 97 casas.